# Међународни дан франкофоније
Међународни дан франкофоније (фр. Journée internationale de la Francophonie) се обележава 77 држава чланица Међународне организације франкофоније сваког 20. марта у част француског језика и франкофонске културе. На Земљи има преко 369 милиона говорника француског.
Настао 1988. године, овај дан слави потписивање Нијамејске конвенције у Нигеру 20. марта 1970. године. Конвенцију је успоставила Agence de Coopération Culturelle et Technique, претеча Међународне организације франкофоније.
Као и британске колоније, Французи су оснивали француске колоније. То је довело до културног и језичког ширења у регионима у којима су основали колоније.
Према говору тадашњег канадског министра франкофоније Стивена Блејнија 2013. године, Међународни дан франкофоније треба да „прослави нашу посвећеност не само француском језику и богатој и разноврсној франкофонској култури, већ и вредностима мира, демократије и поштовање људских права која уједињују све чланице Међународне организације франкофоније“.
Фестивал француског филма у Србији
Фестивал француског филма организован је 2019. године а публика је имала прилику да види најактуелнија остварења француске кинематографије, међу којима и нека са филмског фестивала у Кану.
Фестивал француског филма одржан је 2019. први пут и има за циљ да настави традицију приказивања најактуелнијих дела француске кинематографије у Београду и Србији.